# Brácha za všechny peníze
Brácha za všechny peníze je československá filmová komedie z roku 1978 režiséra Stanislava Strnada a pokračování filmu Můj brácha má prima bráchu.

## Děj
Mladí manželé Honza a Zuzana mají malou dcerku. O její péči ochotně vypomáhají prarodiče a Honzův bratr Martin. Honza věnuje většinu času amatérským závodům motocyklů na ploché dráze a Zuzana stále studuje. Shodou nešťastných náhod a nevyjasněných sporů na sebe manželé začnou žárlit a na čas jsou od sebe. Martin miluje koně a chce se stát zootechnikem, což mu rodiče nechtějí dovolit. To se snaží rozmluvit ministr, který rodičům domlouvá. Mladé manželství míří k rozvodu. Martin se svojí kamarádkou Magdou hodlají vše vyřešit tak, že miminko odvezou k obchodu, kde si bude hrát s tubou od léku. Bude to vypadat, jako když spolykalo léky. Přivolají lékaře, který rodiče kára za to, že se takto manželské spory neřeší. Vztah mezi manželi urovná strach o malou dceru, následně se jejich láska vrátí.

## Obsazení
| Roman Čada         | Martin Pavelka zvaný Prcek                       |
| Magda Reifová      | Magda Morávková, Martinova kamarádka             |
| Jan Hrušínský      | opravář televizorů Honza Pavelka, Martinův bratr |
| Libuše Šafránková  | Zuzana, Janova manželka                          |
| Vladimír Menšík    | František Vrána, Zuzanin otec                    |
| Blažena Holišová   | Vránová, Zuzanina matka                          |
| Josef Bláha        | Josef Pavelka, otec Jana a Martina               |
| Slávka Budínová    | Slávinka Pavelková, matka Jana a Martina         |
| Alice Fialková     | Martina, dcera Jana a Zuzany                     |
| Zdeněk Řehoř       | MUDr. Navrátil                                   |
| Jan Kanyza         | právník JUDr. Kulík                              |
| Oldřich Velen      | nadporučík VB                                    |
| Jindřich Hinke     | závodník Jiří Křížek                             |
| Lenka Kořínková    | Jiřina, Křížkova sestra                          |
| Valentina Thielová | pokladní v samoobsluze                           |
| Jiří Bruder        | předseda JZD Záře Jan Maštalíř                   |
| Lubomír Kostelka   | televizní redaktor                               |
| Václav Fišer       | ministr zemědělství                              |
| Miloslav Homola    | vrátný v televizi                                |
| František Husák    | účetní JZD Záře                                  |
| Vladimír Krška     | člen JZD Záře Jeřábek                            |
| Karel Urbánek      | poručík VB (mluví Jiří Němeček)                  |